# Compost organometàl·lic

L'uracè és un compost organometàl·lic del grup dels metal·locens

Molts catalitzadors són compostos organometàl·lics

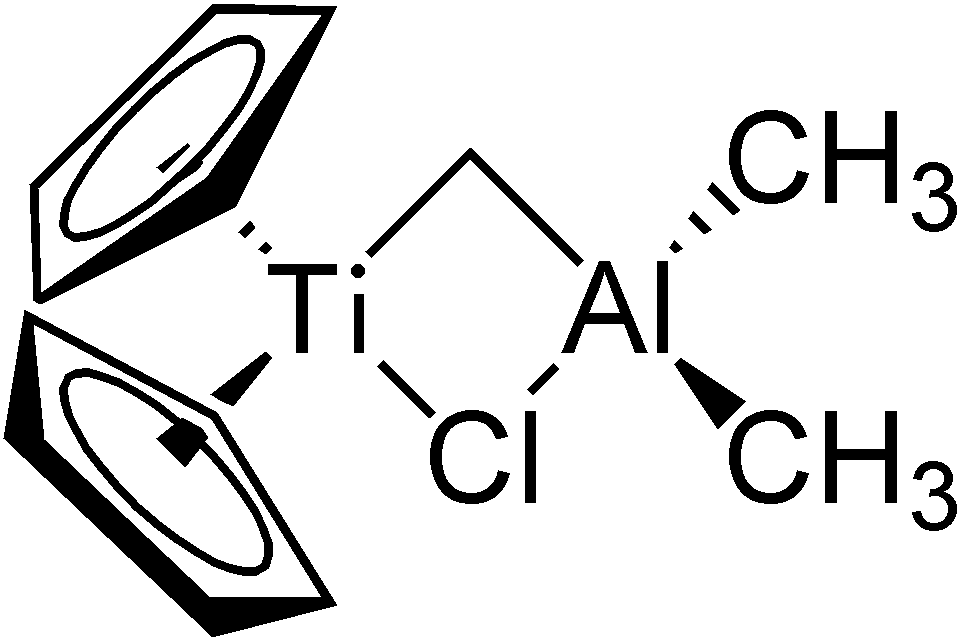
Reactiu de Bild-Tebbes, un compost organometàl·lic de titani i alumini.

Un compost organometàl·lic és un compost orgànic en el qual els àtoms de carboni formen enllaços covalents, és a dir, comparteixen electrons, amb un àtom metàl·lic. No es consideren organometàl·lics aquells compostos en els quals un metall s'uneix a una molècula o fragment per un àtom diferent del carboni.
Tenen propietats molt diverses i el seu estudi està entre la Química Orgànica i la Química inorgànica. Es consideren organometàl·lics els compostos amb semi-metalls com el bor i el silici.
És a dir un compost és considerat organometàl·lic si com a mínim té un enllaç carboni-metall. En aquest context el sufix "metàl·lic" és interpretat àmpliament per a incloure tant alguns no metalls (como el fòsfor) i metal·loids tals como B, Si i As així come els metalls veritables. En tots els casos es tracta d'elements menys electronegatius que el carboni.
Des del punt de vista de la Química Orgànica els compostos organometàl·lics són molt útils en síntesi orgànica per aconseguir treballar amb un carboni nucleofílic molt o poc reactiu segons el metall que es faci servir, utilitzant-se principalment com a catalitzadors en la síntesi industrial i de laboratori.
Des del punt de vista de la química inorgànica s'estudia, principalment, els compostos organometàl·lics dels metalls de transició, els quals es comporten segons la química de coordinació però amb lligands orgànics.

## Aplicacions
N'hi ha moltes d'industrials amb ús en reaccions catalítiques, isomerització, oligomerització, polimerització, addició oxidant, eliminació reductora, transmetal·lació, inserció migratòria, transferència electrònica, catàlisi, entre d'altres.